# 縣道151號
縣道151號（延平－阿里山），是臺灣一條縣道級公路。全線均位於南投縣內，北起竹山鎮延平，途經鹿谷市區，最後南至鹿谷鄉溪頭自然教育園區，全長共計19.129公里（公路總局資料）。
- 縣道151線起點

## 支線

### 甲線
縣道151甲線（延平－保甲），全線均位於南投縣竹山鎮延平地區，以「保甲路」為名，起點自集山路二段，迄點止東鄉路，連接台3線與縣道151號，形成三角線公路，此三角為延平地區主要出入口。
- 縣道151甲線起點

## 行經行政區域
主線
全線均位於南投縣境內。
| 竹山鎮 | 延平     | 0.000  | 台3線        | 公路起點        |  |
| 竹山鎮 | 延平     | －     | 投55線       | 投55線起點      |  |
| 竹山鎮 | 延平     | 0.800  | 縣道151甲線  | 縣道151甲線終點 |  |
| 2.4    |          |        |              |                 |  |
| 鹿谷鄉 | 初鄉     | －     | 縣道139號    | 縣道139號終點   |  |
| 鹿谷鄉 | 鹿谷市區 | 7.600  | 投56線       | 投56線起點      |  |
| 鹿谷鄉 | －       |        |              |                 |  |
| 鹿谷鄉 | 廣興     | 8.700  | 投55-1線     |                 |  |
| 鹿谷鄉 | －       |        |              |                 |  |
| 鹿谷鄉 | 石城     | －     | （地區道路） |                 |  |
| 鹿谷鄉 | －       |        |              |                 |  |
| 鹿谷鄉 | 內湖     | 10.500 | 投55-2線     |                 |  |
| 鹿谷鄉 | 內湖     | －     |              |                 |  |
| 鹿谷鄉 | 內湖     | －     | （地區道路） |                 |  |
| 鹿谷鄉 | －       |        |              |                 |  |
| 鹿谷鄉 | 有水坑   | －     | （地區道路） |                 |  |
| 鹿谷鄉 | －       |        |              |                 |  |
| 鹿谷鄉 | 灣坑     | －     | 投55線       | 投55線終點      |  |
| 鹿谷鄉 | 灣坑     | －     |              |                 |  |
| 鹿谷鄉 | 灣坑     | －     | （地區道路） |                 |  |
| 鹿谷鄉 | 灣坑     | －     |              |                 |  |
| 鹿谷鄉 | 灣坑     | －     | （地區道路） |                 |  |
| 鹿谷鄉 | －       |        |              |                 |  |
| 鹿谷鄉 | 溪頭     | －     | （地區道路） |                 |  |
| 鹿谷鄉 | 溪頭     | －     |              |                 |  |
| 鹿谷鄉 | 溪頭     | －     | （無）       |                 |  |
| 鹿谷鄉 | 溪頭     | －     |              |                 |  |
| 鹿谷鄉 | 溪頭     | －     | （地區道路） |                 |  |
| 鹿谷鄉 | 溪頭     | －     |              |                 |  |
| 鹿谷鄉 | 溪頭     | 19.129 | （地區道路） | 公路終點        |  |
|        |          |        |              |                 |  |

甲線
全線均位於南投縣境內。
| 鄉鎮 市區 | 地點 | 里程 （km） | 交會道路  | 備註     |  |
| --------- | ---- | ----------- | --------- | -------- |  |
| 竹山鎮    | 延平 | 0.000       | 台3線     | 公路起點 |  |
| 竹山鎮    | 延平 | 0.883       | 縣道151號 | 公路終點 |  |
|           |      |             |           |          |  |

## 沿線路名
| 主線 - 東鄉路 - 中正路三－二段 - 鹿彰路 - 中正路一段 - 中正一路 - 興產路 | 甲線 - 保甲路 |

## 沿線設施與景點
主線
- 南投縣鹿谷鄉內湖國民小學
- 溪頭自然教育園區

## 計劃路線
主線
本縣道原計畫自溪頭起，至杉林溪風景區，經杉林溪林道、亞杉坪林道，沿阿里山鐵路眠月支線（即溪阿縱走步道）修築至阿里山，但可能因環保因素，現已註銷。自溪頭往南尚有到杉林溪的公路可通車（不屬縣道151號：溪頭至龍鳳峽為投51線；龍鳳峽至杉林溪為一般道路），杉林溪林道可通至松瀧岩，之後至阿里山為登山步道及森林鐵路。
原計畫線：杉林溪公路＋溪阿縱走步道至阿里山
- 杉林溪公路：溪頭→龍鳳峽→安定灣→杉林溪森林遊樂區→（杉林溪林道，園區內道路）→青年二號橋（右叉路往杉林溪林道）→松瀧岩
- 溪阿縱走步道：青年二號橋（杉林溪林道支線）→鹿窟山區（南投嘉義縣界）→亞杉坪林道支線→眠月神木→（阿里山鐵路眠月支線，停駛中）→塔山站→沼平站→阿里山站（終點）